# Hans Ekstrand
Hans Ekstrand (* 27. Dezember 1903 in Hamburg; † 5. März 1969 in Ahrensburg) war ein deutscher Politiker der SPD.
Ekstrand war kaufmännischer Angestellter und arbeitete von 1935 bis 1942 als Vertreter. Anschließend war er bis 1945 im Zweiten Weltkrieg eingesetzt. Nach dem Krieg war er als Gewerkschaftssekretär, später auch wieder als Versicherungsvertreter tätig.
Ekstrand gehörte bis zum Beginn der nationalsozialistischen Diktatur der SPD an, der er nach Ende des Zweiten Weltkrieges auch wieder beitrat. Er wurde 1947 Vorsitzender des SPD-Kreisverbandes Stormarn und blieb dies bis 1958. Im Wahlkreis Stormarn wurde er bei der Bundestagswahl 1949 in den Bundestag gewählt. Er wurde ordentliches Mitglied in den Ausschüssen für Außenhandelsfragen, für Ernährung, Landwirtschaft und Forsten und für Sozialpolitik. Bei den Bundestagswahlen von 1953 bis 1961 trat er ebenfalls an, gelangte aber nicht wieder ins Parlament. Der schleswig-holsteinische Landtag wählte ihn zum Mitglied der zweiten Bundesversammlung, die 1954 Theodor Heuss als Bundespräsident wiederwählte.